# Lucien Faucheux
Lucien René Faucheux (ur. 16 sierpnia 1899 w Le Kremlin-Bicêtre, zm. 24 lipca 1980 w Bordeaux) – francuski kolarz torowy i szosowy, trzykrotny medalista torowych mistrzostw świata.

## Kariera
Pierwszy sukces w karierze Lucien Faucheux osiągnął w 1921 roku, kiedy został mistrzem kraju w sprincie amatorów. Trzy lata później wystartował na torowych mistrzostwach świata w Paryżu, gdzie zdobył srebrny medal w tej samej konkurencji, ulegając jedynie swemu rodakowi Lucienowi Michardowi. Drugie miejsce za Michardem zajął także na mistrzostwach świata w Budapeszcie w 1928 roku, a podczas mistrzostw świata w Kolonii w 1927 roku był trzeci, przegrywając tylko z Michardem i Szwajcarem Ernstem Kaufmannem. W 1920 roku wystartował na igrzyskach olimpijskich w Antwerpii, gdzie wspólnie z kolegami z reprezentacji zajął piąte miejsce w drużynowym wyścigu ze startu wspólnego. Ponadto kilkakrotnie stawał na podium Grand Prix UCI: w 1931 roku był pierwszy, w latach 1927, 1929 i 1931 był drugi, a w 1932 roku zajął trzecie miejsce. Siedmiokrotnie zdobywał medale torowych mistrzostw Francji, w tym złoty w sprincie w 1931 roku. Startował również w wyścigach szosowych, ale bez większych sukcesów.
Jego żoną była francuska pływaczka Yvonne Degraine.